# Премия Дизенгофа
Премия Дизенгофа (ивр. פרס דיזנגוף‎) — израильская премия в области живописи и скульптуры, которая ежегодно присуждается муниципалитетом города Тель-Авив-Яффо начиная с 1937 года. 
К 75-летию Меира Дизенгофа, одного из основателей города Тель-Авива и первого мэра, тель-авивский городской совет на своем заседании 8 марта 1986 года решил учредить художественную премию от его имени, чтобы выразить признательность большому другу Тель-Авивского музея искусства. Награда вручается двум выдающимся художникам.
Премия Дизенгофа является престижной израильской премией в области пластических искусств , наряду с премией присуждаемой Израильским музеем в различных номинациях и премией Банка дисконт ле-Исраэль.  Лауреатами премии Дизенгофа были известные израильские художники Н. Гутман, И. Зарицкий, П. Литвиновский, Батья Лишанская, М. Сима и другие. 

## Лауреаты премии
Список награждённых:
| Год       | Живопись | Скульптура                                             |
| --------- | --- | ------------------------------------------------------ |
| 1937      | Аарон Авни , Моше Мокади , Арье Фейн , Шимшон Хольцман , Хаим Гликсберг                                                    |                                                        |
| 1938      | Алеф Кахана , Нахум Гутман , Давид Хендель , Менахем Шеми , Мирон Сима , Шмуэль Овадия , Арье Алвейл , Ицхак Френкель      | Трюд Хаим                                              |
| 1939      | Пинхас Литвиновский , Ишай Кульвянский , Арье Навон                                                                        |                                                        |
| 1940      | Арье Орланд , Мирон Сима , Мордехай Леванон                                                                                | Вилли Левин , Якоб Бранденбург                         |
| 1941      | Моше Кастель , Хаим Шварц , Авигдор Стемацкий , Арье Арох , Амирам Тамари                                                  |                                                        |
| 1942      | Моше Мокади , Иосиф Зарицкий , Менахем Шеми                                                                                |                                                        |
| 1943      | Исраэль Палди | Моше Штерншусс                                         |
| 1944      | Ехезкель Штрейхман , Арье Фейн , Джозеф Коссоноги                                                                          | Батья Лишански                                         |
| 1945–1946 | Роберт Базер , Марсель Янко , Элиаху Сигард , Йоханан Саймон , Моше Кастель , Дэвид Хендлер , Эстер Лурье                  | Ицхак Данцигер , Дов Фейгин                            |
| 1947–1948 | Аарон Авни , Ализа Бак , Ицхак Френкель , Якоб Айзеншер , Йехиэль Крайз , Хая Шварц , Перец Розенфельд , Цви Шорр          | Аарон Привер , Моше Зиффер , Майкл Карре               |
| 1950–1951 | Марсель Янко , Моше Мокади , Цви Мейровиц , Менахем Шеми , Леон Исааков , Йоханан Бен-Яаков , Бланка Таубер , Моше Проппес | Элул Коссо , Шошана Хейман , Руди Леманн , Арье Резник |
| 1953      | Шалом Сабба , Аарон Кахана , Йоханан Саймон , Исидор Ашхейм , Авива Ури                                                    | Зеэв Бен-Цви                                           |
| 1954      | Аарон Гилади , Йехезкель Стрейхман , Джозеф Коссоноги                                                                      | Йехиэль Шеми                                           |
| 1956      | Нахум Гутман , Хаим Гликсберг , Йосл Бергнер , Авигдор Стемацкий                                                           | Моше Штерншусс                                         |
| 1957      | Арье Любин , Лео Кан , Нафтали Безем                                                                                       | Батья Лишански                                         |
| 1958      | Ефрем Лифшиц , Мина Зисслман                                                                                               | Мордехай Питкин                                        |
| 1959      | Исраэль Палди , Шрага Вайль                                                                                                | Захара Шац                                             |
| 1960      | Жан Давид , Эльханан Халперен , Хая Шварц                                                                                  | Аарон Привер                                           |
| 1961      | Йоханан Саймон , Мордехай Леванон , Цви Мейровиц , Мордехай Ариэли                                                         |                                                        |
| 1962      | Яаков Теслер , Йосеф Халеви , Сима Слоним                                                                                  |                                                        |
| 1963      | Дэвид Мешуллам | Цви Альдуби                                            |
| 1964      | Гершон Давидович , Ехезкель Кимчи , Реувен Рубин (почетная награда )                                                       |                                                        |
| 1965      | Джон Байл | Буки Шварц                                             |
| 1966      | Цила Наман , Кальман Хак                                                                                                   | Руди Леманн , Пинхас Эшет                              |
| 1967      | Пинхас Абрамовиц , Майкл Гросс                                                                                             | Шошана Хейман                                          |
| 1969      | Йехезкель Штрейхман , Кальман Хак                                                                                          | Роберт Базер                                           |
| 1976      | Осиас Хофстаттер , Хава Мехутан , Одед Файнгерш                                                                            | Яаков Лучански (почетная награда)                      |
| 1978      | Элиаху Гат , Рафи Лави |                                                        |
| 1982      | Авигдор Луисада , Леа Никель                                                                                               |                                                        |
| 1985      | Ури Лифшиц | Игаль Тумаркин                                         |
| 1990      | Шломо Виткин | Менаше Кадишман                                        |
| 1997      | Михал Нааман , Ян Раухвергер                                                                                               |                                                        |
| 2001      | Михаил Гробман , Дрора Домини , Гил Шани                                                                                   |                                                        |
| 2005      | Пинхас Коэн Ган , Эли Петель                                                                                               |                                                        |
| 2007      | Дганит Берест (живопись и фотография)                                                                                      | Мири Сигал (многопрофильный)                           |
| 2009      | Дэвид Риб |                                                        |
| 2011      | Арье Бен-Рон | Наум Тевет                                             |
| 2013      | Джошуа Борковски , Симха Ширман (фотографии)                                                                               |                                                        |
| 2015      | Идо Бар-Эль, Нурит Давид                                                                                                   |                                                        |
| 2017      | | Ури Катценштейн                                        |
| 2023      | Йегудит Левин, Итан Бен-Моше (איתן בן-משה)                                                                                 |                                                        |